# Nørre Højrup Sogn
Nørre Højrup Sogn er et sogn i Bogense Provsti (Fyens Stift).
I 1800-tallet var Nørre Højrup Sogn anneks til Uggerslev Sogn. Begge sogne hørte til Skam Herred i Odense Amt. Uggerslev-Nørre Højrup sognekommune blev ved kommunalreformen i 1970 indlemmet i Otterup Kommune, der ved strukturreformen i 2007 indgik i Nordfyns Kommune.
I Nørre Højrup Sogn ligger Nørre Højrup Kirke.
I sognet findes følgende autoriserede stednavne:
- Finshøj (areal)
- Nørre Højrup (bebyggelse, ejerlav)